# Траутман (Северна Каролина)
Траутман (енгл. Troutman) град је у америчкој савезној држави Северна Каролина.

## Демографија
По попису из 2010. године број становника је 2.383, што је 791 (49,7%) становника више него 2000. године.
| Група             | 2000.         | 2010.         |
| Белци             | 1.125 (70,7%) | 1.676 (70,3%) |
| Афроамериканци    | 446 (28,0%)   | 515 (21,6%)   |
| Азијати           | 4 (0,3%)      | 21 (0,9%)     |
| Хиспаноамериканци | 5 (0,3%)      | 114 (4,8%)    |
| Укупно            | 1.592         | 2.383         |